# William Robinson (évêque)
William James Robinson (né le 8 septembre 1916 en Ontario et mort le 9 juillet 2002) est un évêque anglican canadien. Il est l'évêque du diocèse d'Ottawa de 1970 à 1981.

## Biographie
William James Robinson est né le 8 septembre 1916 à Kemptville en Ontario. Il étudie à l'Université Bishop's à Lennoxville au Québec.
En 1940, il est ordonné prêtre. Il est d'abord curé à Trenton en Ontario. Par la suite, il est recteur à Madoc en Ontario. Il a ensuite travaillé à Napanee, Belleville, Ottawa, Hamilton, Guelph et Trafalgar.
De 1970 à 1981, il est l'évêque du diocèse d'Ottawa. Il est décédé le 9 juillet 2002 à Kingston en Ontario.